# Peter, Sue & Marc
Peter, Sue & Marc bylo úspěšné švýcarské hudební trio známé mimo jiné díky účasti v soutěži Eurovision Song Contest v letech 1971, 1976, 1979 a 1981. Na přelomu sedmdesátých a osmdesátých let se ve Švýcarsku řadili mezi nejúspěšnější domácí umělce. Mezi jejich nejznámější písně patří „Cindy“, „Birds of Paradise“ či „Io senza te“.

## Biografie
Skupinu založili hudebníci Peter Reber (nar. 1949) a Marc Dietrich (nar. 1948) a zpěvačka Sue Schell (nar. 1950) v Bernu v roce 1968. Jejich repertoár tvořily původně především písně Boba Dylana a formace Peter, Paul and Mary. Prvotním úspěchem bylo vítězství ve frankofonní televizní soutěži La Grande Chance. V německé části Švýcarska bylo následně vydáno album Folksongs. Větší pozornost vzbudila až první účast v soutěži Eurovize v roce 1971, po níž skupina začala vystupovat především před německým publikem. Účastnili se také World Popular Song Festival v Tokiu. Úspěšné singly vznikaly za spolupráce Petera Rebera se skladatelem a producentem Rolfem Zuckovským. Ti spolu rovněž spolupracovali na nahrávkách dalších úspěšných interpretů, mimo jiné Nany Mouskouri či Demise Roussose.
Trio vydalo velkou část svých alb prostřednictvím vlastní nahrávací společnosti PSM.

### Eurovision Song Contest
Peter, Sue & Marc zastupovali Švýcarsko čtyřikrát na Eurovision Song Contest, dělí se tak o rekord za největší počet účastí se zpěvačkami Valentinou Monettou a Elisabeth Andreassen. Každá ze čtyř soutěžních písní navíc zazněla v jiném jazyce: francouzsky (1971), anglicky (1976), německy (1979) a italsky (1981).
- 1971: „Les illusions de nos vingt ans“ (12. místo)
- 1976: „Djambo, Djambo“ (4. místo)
- 1979: „Trödler und Co“ (& Pfuri, Gorps & Kniri) (10. místo)
- 1981: „Io senza te“ (4. místo)

V letech 1973 až 1975 se neúspěšně účastnili švýcarského národního kola, v roce 1978 skončili na třetím místě v kole německém (tentýž rok se o účast na Eurovizi v německých barvách ucházela také Helena Vondráčková). Největší úspěch pro trio znamenala čtvrtá místa s písněmi „Djambo, Djambo“ (1976) a „Io senza te“ (1981).
Marc Dietrich se zúčastnil švýcarského kola v roce 1987, kdy obsadil druhé místo. Peter Reber je dále autorem písní „Swiss Lady“ a „Cinéma“, které na Eurovizi zazněly v letech 1977 a 1980.

### Rozpad a současnost
Po vystoupení na Eurovizi 1981 v Dublinu přestali Peter, Sue & Marc vystupovat společně. Sue Schell započala sólovou kariéru s úspěšným albem Simple Things (1984), které si dobře vedlo ve švýcarské hitparádě, následujícím nahrávkám Here, There and Everywhere (1984) a Mänchmal (1987) se však již nedařilo.
 Následně se začala věnovat lidové a duchovní hudbě, vystupuje také v domovech pro seniory a v nemocnicích.
Peter Reber se věnuje především regionální hudební produkci ve švýcarském nářečí, úspěch zaznamenala také spolupráce s dcerou Ninou. V roce 2016 byl oceněn na Swiss Music Awards.
Marc Dietrich záhy ukončil hudební kariéru a otevřel si v Bernu obchod s vínem. Po prodělání infarktu a psychických potížích v souvislosti se syndromem vyhoření se začal živit pouličním úklidem. V roce 2008 vydal album Bärn Bluus.
Členové tria spolu v roce 2008 znovu vystoupili se směsí největších hitů v pořadu Die grössten Schweizer Hits televize SRF.
V pořadu Hello Again! byli Peter, Sue & Marc v roce 2016 označeni za nejúspěšnější švýcarské hudební trio. Podobný hudební styl a příběh úspěšné kariéry jim také vynesly srovnání s kapelou ABBA.
V roce 2015 se repertoár tria dočkal muzikálového zpracování pod názvem Io senza te.
Píseň „Birds of Paradise“ získala počátkem roku 2006 popularitu na Slovensku po havárii vojenského letounu An-24, při níž zemřelo 42 vojáků. Píseň, která je dle některých zdrojů neoficiální hymnou vojáků na zahraničních misích, byla hrána během jejich pohřbu. Na žádost mnoha posluchačů ji následně hrála také slovenská rádia.

## Coververze
Písně skupiny byly přezpívány řadou švýcarských i zahraničních interpretů. Singl „Cindy“ se dočkal hned dvou různých českých verzí pod stejnojmenným názvem: první v podání Jiřího Korna a Hany Buštíkové, druhé od Pavla Lišky a Bobiny Ulrichové. Pod názvem „Kam nám láska odlétá“ byla vydána píseň „Ciao amico“ nazpívaná Karlem Kahovcem, Vlastou Kahovcovou v doprovodu orchestru Golem.
Píseň „Birds of Paradise“ nazpívala Martina Šindlerová při příležitosti uctění památky slovenských vojáků zemřelých při leteckém neštěstí v lednu 2006.

## Diskografie

### Alba
- Weihnachten – Noël – Natale – Christmas (1975)
- Peter, Sue & Marc (1975)
- Peter, Sue & Marc (1976)
- Songs International (1976)
- Mountain Man & Cindy (1977)
- Deutsche Originalaufnahmen (1977)
- Unsere Lieblings-Songs aus dem Fernsehkleintheater (1978)
- Tom Dooley (1978)
- By Airmail (1979)
- Birds of Paradise / Ciao Amico (1980)
- Fantasia / Ein ganz krummes Ding (1981)
- The Best of Peter, Sue & Marc (1981)
- Das grosse Abschiedskonzert – Live (1981)
- The Legend (2007)
- Io senza te – Die Originalsongs zum Musical(2015)